# 9536 Statler
A 9536 Statler (ideiglenes jelöléssel (9536) 1981 UR27) a Naprendszer kisbolygóövében található aszteroida. Schelte J. Bus fedezte fel 1981. október 24-én.